# Ganten
Ganten is een bestuurslaag in het regentschap Karanganyar van de provincie Midden-Java, Indonesië. Ganten telt 2177 inwoners (volkstelling 2010).